# Maniche (Haïti)
Maniche (Haïtiaans-Creools: Manich) is een stad en gemeente in Haïti met 24.000 inwoners. De gemeente maakt deel uit van het arrondissement Les Cayes in het departement Sud.

## Indeling
De gemeente bestaat uit de volgende sections communales:
| Nr. | Naam    | Km²   | Inw.2015 |
| --- | ------- | ----- | -------- |
| 1   | Maniche | 27,82 | 8.742    |
| 2   | Dory    | 46,30 | 6.019    |
| 3   | Melon   | 50,69 | 9.173    |